# Nanna (divinità norrena)
Nanna è una divinità della mitologia norrena. 

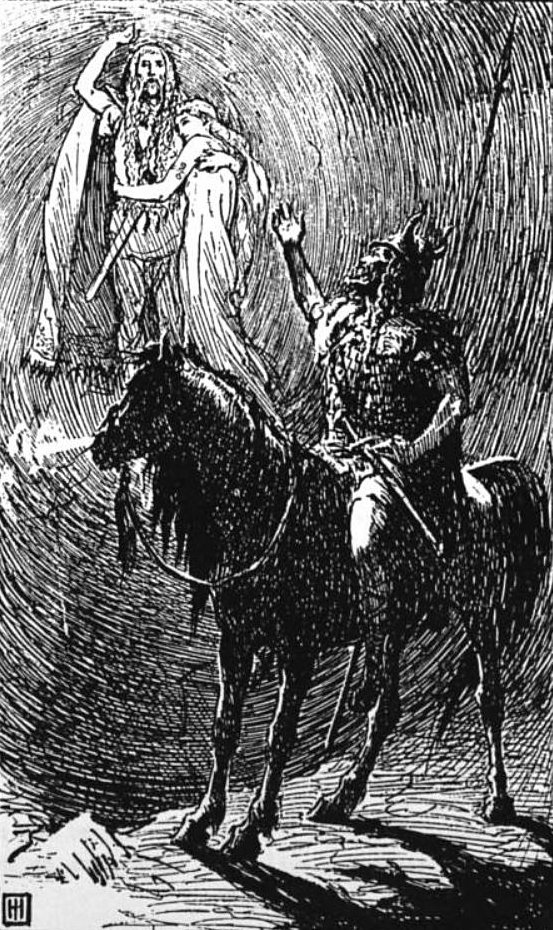
Nanna e Baldr nel regno di Hel, Hermod's Farewell to Baldur di George Percy Jacomb-Hood (1893)

È considerata spesso figlia di Nepr, anche se sovente definita dalle fonti "Nepsdóttir", ossia nipote di Nepr; nel poema "Hyndluljóð", sempre nell'Edda Poetica, una figura omonima (o Nanna stessa) è definita figlia di Nökkvi e parente di Óttar.  Sono stati conservati pochissimi suoi miti: dall'Edda in prosa (ed in particolare dal Gylfaginning) sappiamo che, consorte di Baldr e madre di Forseti, morì di dolore in seguito all'uccisione di Baldr, e fu posta quindi sulla sua stessa pira funeraria. Essi saranno quindi nuovamente uniti negl'Inferi (Hel). In un tentativo di riportare Baldr sulla terra, il dio Hermóðr vi si dirige; alimentata la speranza di una futura resurrezione, Nanna dona ad Hermóðr regali per la dea Frigg (biancheria di lino), la dea Fulla (un anello), ed altri doni.
Il Gesta Danorum ne fa invece una principessa danese, figlia di Gevar. Lei preferisce allo spasimante Balderus (Baldr) Hötherus (Höd) che sposerà e le darà un figlio, Rorik Slyngebond, antenato della casa reale danese. Hötherus ucciderà poi Balderus su sua esortazione.

## Etimologia
Le origini del nome sono dibattute. Alcuni studiosi hanno ipotizzato la derivazione dal termine infantile nanna indicante la madre, mentre John Lindow teorizzò la presenza nel norreno dell'appellativo nanna riferito probabilmente alla donna in generale. Jan de Vries collegò il nome alla radice *nanþ-, ricostruendo il significato del suo nome come "la più audace". Scholar John McKinnell considerò invece le radici *nanna e *nanþ- congruenti, proponendo "l'autorizzatrice" come significato.